# Tridentins
Els tridentins (en llatí: Tridentini, en grec antic Τριδεντῖνοι) van ser un poble dels Alps que ocupaven la part sud de Rètia, al nord del llac Benacus i a la vora del riu Athesis, segons diuen Estrabó i Plini el Vell. En temps d'August van ser sotmesos per Roma, junt amb altres pobles alpins. La seva ciutat principal s'anomenava Tridèntum.